# Jappa campbelli
Jappa campbelli is een haft uit de familie Leptophlebiidae. De wetenschappelijke naam van de soort is voor het eerst geldig gepubliceerd in 2003 door Bae & Finlay.
De soort komt voor in het Australaziatisch gebied.